# سعيد سالم سعد باحقيبة
سعيد سالم سعد باحقيبه برلماني وسياسي يمني، محافظ محافظة أرخبيل سقطرى، وعضو في مجلس النواب، عن الدورة البرلمانية 2003-2009 والكتلة البرلمانية لنواب حزب المؤتمر الشعبي العام عن الدائرة الانتخابية رقم (140 التي كانت تتبع محافظة حضرموت سابقاً قبل أن تصبح تابعة لمحافظة أرخبيل سقطرى.